# BACKBORN
「BACKBORN」（バックボーン）は歌手今井翼の1枚目のシングルである。2010年2月24日発売。発売元はavex trax。

## 概要
タッキー&翼の今井翼によるソロデビュー作。これまで、デビューアルバムからソロ曲は発表されてきたが、ソロ名義によるCD作品は本作が初となる。
また、タッキー&翼の滝沢秀明に続き、今井もソロ歌手デビューとなったものの、2017年9月にタッキー&翼が活動休止を発表。その後、活動を再開することなく2018年9月10日にユニットを解散し、今井がジャニーズ事務所を退所したことが同月13日に併せて発表されたため、今井自身がソロでシングルを発売した作品は、本作だけである。
レーベルはタッキー&翼が当時、所属していたavex traxから発売となっている。
また、ジャニーズ事務所は所属するジャニーズアーティストのCD発売日が、オリコンランキングで1位を競えないように必ず調整されるが、本作品は後輩にあたるHey! Say! JUMPのシングル「瞳のスクリーン」が珍しく、同日に発売された。

## 収録曲

### 通常盤
1. BACKBORN(4:53)
作詞：今井翼・宮﨑歩・亜美、作曲・編曲：宮﨑歩
2. 君となら(4:24) 
作詞：今井翼、作曲：浅利進吾、編曲：知野芳彦
3. [ASAP](3:13) 
作詞：今井翼、作曲：corin.、編曲：板垣祐介
4. BACKBORN -instrumental-(4:53)
5. [ASAP] -session ver.-(3:09)

### 初回限定盤〈Phot Book盤〉
1. BACKBORN(4:53)
2. 君となら(4:24)

- 52P撮り下ろしPhoto Book同梱

### 初回限定盤〈Music Clip盤〉
1. BACKBORN(4:53)
2. 君となら(4:24)

- 「BACKBORN」のPVとオフショット収録のDVD同梱

### Tsubasa Shop限定盤
1. BACKBORN(4:53)
2. 君となら(4:24)
3. !Make it Happy![注 1]